# Madias Nzesso
Madias Dodo Nzesso Ngake (sinh ngày 20 tháng 4 năm 1992 tại Douala, Cameroon) là một vận động viên cử tạ người Cameroon. Cô đã tham gia Thế vận hội Mùa hè 2012 trong nội dung -75 kg và giành huy chương đồng.